# Tarków
Tarków – wieś w Polsce położona w województwie mazowieckim, w powiecie siedleckim, w gminie Przesmyki. Ma status sołectwa.
Do 1954 roku istniała gmina Tarków. W latach 1975–1998 miejscowość administracyjnie należała do województwa siedleckiego.